# Joséphine de Lorena
Joséphine de Lorena (Marie Joséphine Thérèse; 26 august 1753 – 8 februarie 1797) a fost prințesă din Casa de Lorena și prin căsătorie, Prințesă de Carignan. A fost bunica paternă a regelui Carol Albert al Sardiniei.

## Biografie

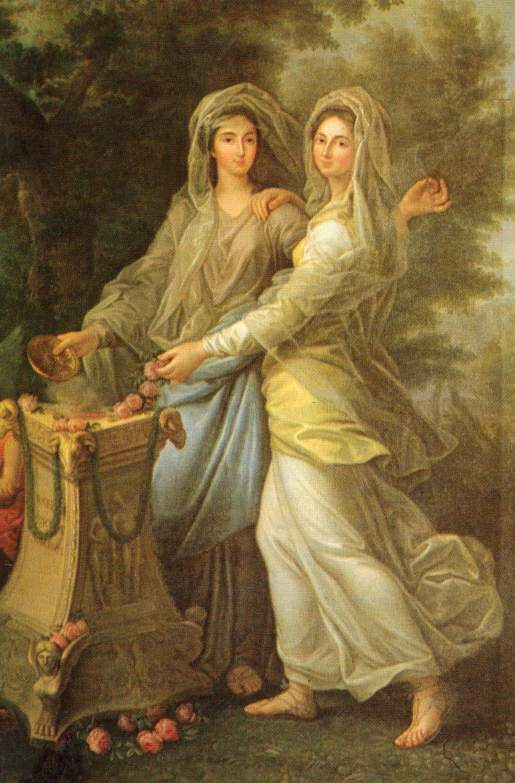
Joséphine cu sora ei Charlotte, c. 1770

Marie Joséphine Thérèse de Lorena a fost al doilea copil din cei patru ai lui Louis de Lorena, Prinț de Brionne, membru al unei ramuri a Casei de Guise și printre cele mai infuente familii din Franța vechiului regim.
Mama ei aparținea puternicei familii din Casa de Rohan. Fratele ei, Charles Eugène de Lorena (25 septembrie 1751 – 11 noiembrie 1825), a escortat-o pe Maria Antoaneta din Viena în Franța în 1770, a devenit ambasador austriac în Franța și a fost ultimul descendent masculin al ramurei Guise din Casa de Lorena.
La 18 octombrie 1768 Joséphine s-a căsătorit cu Prințul Victor Amadeus de Savoia, fiul și moștenitorul Prințului de Carignan. Amadeus era fratele princesse de Lamballe, confidenta reginei Maria Antoaneta.
La 24 octombrie 1770, la Torino, Joséphine a născut un fiu, Prințul Charles Emmanuel de Savoia. Ea a murit la 43 de ani la Torino, la palatul Carignano și a fost înmormântată la Catedrala din Torino; a fost mutată la biserica Superga în timpul domniei regelui Victor Emmanuel I al Sardiniei.